# Бово (уезд)
Бово (Боми; Bomê, Bomi; тиб. སྤོ་མེས་རྫོང།སྤོ་སྨད་རྫོང་, вайли sPo mes rDzong, кит. упр. 波密县, пиньинь Bōmì Xiàn, палл. Боми сянь) — уезд на востоке городского округа Ньингчи, который находится на юго-востоке Тибетского автономного района.

## История
Бома (Pome, Bomai; тиб. sPo smad) или Бою (Boyü, Poyul; тиб. sPo yul) было полунезависимым княжеством, существовавшим до начала XX века, когда был силой интегрирован в остальной Тибет с помощью войск центрального правительства Далай-ламы.
В 1954 году три находившихся в этих местах дзонга были объединены в единую административную структуру, а в 1959 году был создан уезд Бово, вошедший в состав Специального района Ньингчи. В октябре 1963 году Специальный район Ньингчи был расформирован, и уезд Бово был передан в состав Специального района Чамдо. В 1986 году был создан округ Ньингчи, и уезд вошёл в его состав.

## Природа
Уезд располагается в долине притока Брахмапутры Ионг-Дзангбо и её притока — Ярлунг-Дзангбо (Юпу-Дзангбо).
Территория уезда представляет собой окружённую горами долину с характерной природой. В частности, там обнаружен ряд эндемичных видов растений и животных:
- Arenaria bomiensis L.H.Zhou — Песчанка бовоская, или бомийская — семейство Гвоздичные
- Astragalus bomiensis C.C.Ni et P.C.Li — Астрагал бовоский — семейство Бобовые
- Betula bomiensis P.C.Li — Берёза бовоская — семейство Берёзовые
- Bulbophyllum bomiensis Z.H.Tsi — Бульбофиллум бовоский — семейство Орхидные
- Cnestis bomiensis Lemmens — Кнестис бовоский — семейство Коннаровые
- Deutzia bomiensis S.M.Hwang — Дейция бовоская — семейство Гортензиевые
- Gentiana bomiensis T.N.Ho — Горечавка бовоская — семейство Горечавковые
- Goodyera bomiensis K.Y.Lang — Гудайера бовоская — семейство Орхидные
- Luzula bomiensis K.F.Wu — Ожика бовоская — семейство Ситниковые
- Pedicularis bomiensis H.P.Yang — Мытник бовоский — семейство Норичниковые
- Poa bomiensis C.Ling — Мятлик бовоский — семейство Злаки
- Polygala bomiensis S.K.Chen et J.Parn. — Истод бовоский — семейство Истодовые
- Primula bomiensis F.H.Chen et C.M.Hu — Первоцвет бовоский — семейство Первоцветные
- Pteris bomiensis Ching et S.K.Wu — Криптограмма бовоская — семейство Криптограммовые
- Saussurea bomiensis Y.L.Chen et S.Yun Liang — Соссюрея бовоская — семейство Астровые
- Schizopepon bomiensis A.M.Lu et Zhi Y.Zhang — Схизопепон — семейство Тыквенные
- Selaginella bomiensis Ching et S.K.Wu — Селагинелла бовоская — семейство Селагинелловые
- бовоский трипс (Liothrips bomiensis) и другие.

На территории уезда находится крупнейший в Китае реликтовый лесной массив.

## Административное деление
Уезд делится на 3 посёлка и 7 волостей.